# Hi-hi
Le Hi-hi, du chinois Hi-fi (狒々、狒狒、比々) est un singe géant mangeur d'hommes présent dans la littérature chinoise importée dans le folklore japonais. Aujourd'hui, le nom Hi-hi (ヒヒ) est un nom utilisé en biologie, pour désigner certains cercopithèques comme les baboins.

## Description
Le folklore populaire raconte que le Hi-hi serait en fait un macaque s’étant transformé au cours des années .
La plupart des encyclopédies, notamment le wakan sansai zue, décrivent le hi-hi comme un animal extrêmement féroce, courant extrêmement vite et déchiquetant les hommes. Ce monstre à la force surhumaine se terre dans les montagnes reculées . Parfois, il y descend pour y enlever des femmes.
Cependant, dans son livre yōkai dangi (妖怪談義 « À propos des yōkai ») le folkloriste  Kunio Yanagita déclare que lorsqu’un hi-hi voit un humain, il se met à éclater de rire. Un comportement caractéristique qui lui aurait donné son nom. Sous le coup du rire, il retrousse ses larges lèvres lui couvrant les yeux et devient aveuglé pendant quelques secondes, l’occasion de lui enfoncer une large pointe de fer dans les yeux ou le front, traversant ses larges lèvres .
Le même document indique également que des hi-hi auraient été capturés dans la province d'Echigo (actuelle préfecture de Niigata) en 1683, ainsi que dans la province d’Izu en 1714. Le premier était d’une taille relativement petite, mais déjà plus grande que celle d’un macaque normal, mesurant 4 shaku 8 sun, à savoir, une taille d’1m42. Le second, beaucoup plus grand, aurait mesuré 7 shaku et 8 sun, lui donnant une carrure d’au moins 2m30 de large.

## Récits

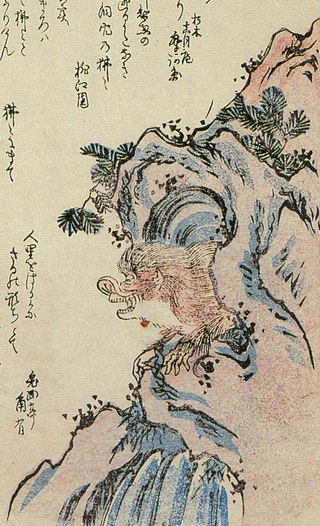
Un Hi-hi illustré dans le Kyoka Hyakumonogatari par Ryusai Kanto Masasumi.

Selon une histoire transmise dans la vallée de Kurobe, sur le mont Hida, il y avait un homme à l'air rude nommé Gensuke. Cet homme tuait des singes et des tanukis à mains nues et combattait des ours à la machette. Un jour, alors qu’il se rendait dans la vallée des chrysanthèmes d'Ido pour abattre des arbres, un vent et des nuages se sont abattus sur la vallée et plusieurs personnes ont fini emportées. Dès qu'il eut essayé de partir parce qu'il ne pouvait pas entrer dans la vallée, le jeune bûcheron appelé Sakube qui l'accompagnait aurait été attaqué par un monstre. Victime de son envoûtement, le jeune acolyte aurait perdu connaissance, et le monstre qui ressemblait à un hi-hi l'aurait soulevé dans les airs et a tenté de le tuer à coups de dents. Gensuke s'est alors lancé dans une lutte acharnée contre lui. Le combat, ayant duré un certain temps, l’homme perdit patience et menaça alors de tuer le gros singe, mais surtout tout ses petits congénères si ce dernier venait à toucher un seul cheveu du jeune bûcheron. Le singe prit alors peur et admit sa défaite. Gensuke, couvert de sang, avec son acolyte sur le dos, fut sauvé par ses compagnons Kongosen Tatsuroku, Kurobe Yamanaka, vers le lever du soleil.
Dans ce récit, le Hi-hi est considéré comme un monstre créant du vent et des nuages sur lesquels ils s’installe dessus, pour voler à toute vitesse et se précipiter sur les humains pour les déchiqueter .
Le hi-hi était également un animal réputé pour son intelligence, capable de converser avec des humains et, tout comme le Satori, on dit qu'il est capable de lire dans les pensées.
Tout comme le shōjō, le sang de ce singe, de couleur écarlate, était dit indélébile sur les vêtements, faisant office d'une teinture de qualité. Boire ce sang permettrait également d’acquérir la capacité de voir des choses au delà du monde des vivants, les oni(démons) .
Il arrive parfois, que le hi-hi soit parfois confondu avec un autre yōkai, le Yamawaro, un cyclope des montagnes. Ils possèdent une apparence similaire, une grande créature aux cheveux hirsutes. Mais surtout, le fait que le nom du hi-hi soit yamaraha « rieur des montagnes » dans certains dialectes locaux, renforce cette confusion avec le cyclope 
Il est également connu comme un monstre appelé Iwami et parfois assimilé au dieu sarugami, un singe monstrueux qui exige des femmes humaines en sacrifice, duquel il peut s’en repaitre.

## Origines

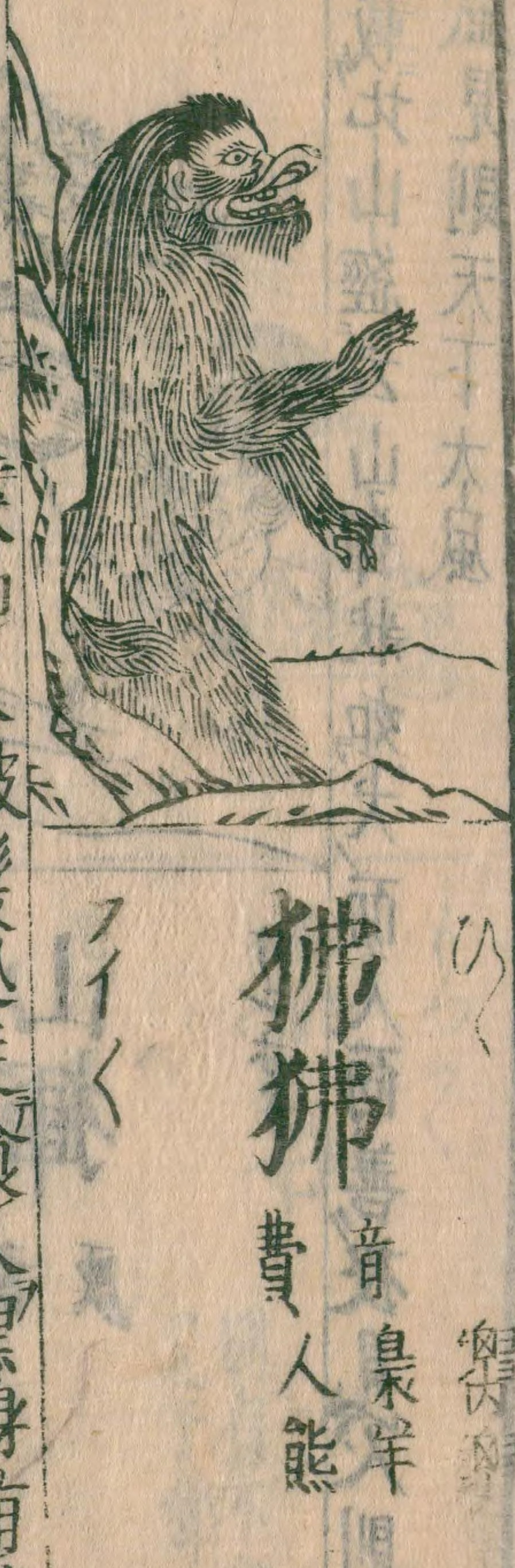
Illustration d’un hi-hi dans une édition du wakan sanzai zue de 1654.

Originellement, le hi-hi était une créature issue du folklore chinois. Dans le dictionnaire Er ya, il est décrit comme suit : "Le hi-hi ressemble à un être humain, avec des cheveux en broussaille et une grande vitesse de course. Il se nourrit d’êtres humains". Selon les annotations de Guo Pu, il s’agit du ‘梟陽’ (xiāoyáng), mentionné dans le Shanhaijing : "Il a l’apparence et un visage semblable à celui d'un humain, de longues lèvres, un corps noir et poilu, et des talons courbés. Quand il voit un être humain, il rit." On dit qu’il vit également dans les montagnes des régions de Jiaozhou, Guangzhou et Nankang, où les individus les plus grands mesureraient plus d’un zhang (environ 3 mètres). On l’appelle communément sous le nom de shāndū (山都)".
Dans l’encyclopédie japonaise de l’époque d’Edo, le Wakan Sansai Zue, il est mentionné que le hi-hi habite les régions du sud-ouest de la Chine. Citant le Bencao Gangmu, il est décrit avec une description physique similaire que dans les sources précédentes, mais ajoute qu'il peut également parler la langue humaine et prédire la vie et la mort des gens, que ses longs cheveux étaient également utilisés comme matière première pour les perruques. Néanmoins, certains auteurs pensent que cette description dans le Becao gangmu était en fait une description d'un grand singe issu du continent africain, comme le chimpanzé ou le gorille. Ces animaux n'existant pas au Japon, ils ont alors été considérés comme des macaques japonais ayant muté.
Certains chercheurs occidentaux se sont également penchés sur le cas de cette créature, le zoologiste américain Edward S. Morse a découvert de gros os ressemblant à ceux appartenant à de grands singes lors de la découverte du Omori Shell Midden à Tokyo. Il a cherché à savoir s'il y avait une mention de quels grands singes dans les anciens documents japonais. La créature a été partiellement associée à cette découverte.

## Dans la culture populaire
Dans de nombreuses productions contemporaines, l'image du hi-hi a tendance à se confondre avec celle du babouin, puisque les deux entités partagent le même nom.
- Dans la série de manga One Piece, un personnage décrit comme un monstre simiesque des montagnes, Baboumaru, pourrait s'inspirer du hi-hi.
- Dans la franchise cross-média Pokémon, Darumacho, un pokémon caractérisé par sa grande bouche souriante, pourrait s'inspirer du hi-hi.
- Dans certaines illustrations issues de la série de jeux vidéos Donkey Kong. Le singe éponyme, parfois représenté avec de larges lèvres enlevant la petite amie du héros, évoque le hi-hi.